# Ctenophorus
Ctenophorus es un género de saurópsidos escamosos agámidos. Son endémicos de Australia.

## Especies
El género Ctenophorus se compone de 28 especies, mostradas en la siguiente lista:
- Ctenophorus adelaidensis (Gray, 1841)
- Ctenophorus butleri Storr, 1977
- Ctenophorus caudicinctus (Günther, 1875)
- Ctenophorus chapmani (Storr, 1977)
- Ctenophorus clayi (Storr, 1967)
- Ctenophorus cristatus (Gray, 1841)
- Ctenophorus decresii (Duméril & Bibron, 1837)
- Ctenophorus femoralis (Storr, 1965)
- Ctenophorus fionni (Procter, 1923)
- Ctenophorus fordi (Storr, 1965)
- Ctenophorus gibba (Houston, 1974)
- Ctenophorus isolepis (Fischer, 1881)
- Ctenophorus maculatus (Gray, 1831)
- Ctenophorus maculosus (Mitchell, 1948)
- Ctenophorus mckenziei (Storr, 1981)
- Ctenophorus mirrityana[2] McLean, Moussalli, Sass & Stuart-Fox, 2013
- Ctenophorus nguyarna Doughty, Maryan, Melville & Austin, 2007
- Ctenophorus nuchalis (De Vis, 1884)
- Ctenophorus ornatus (Gray, 1845)
- Ctenophorus parviceps Storr, 1964
- Ctenophorus pictus (Peters, 1866)
- Ctenophorus reticulatus (Gray, 1845)
- Ctenophorus rufescens (Stirling & Zietz, 1893)
- Ctenophorus salinarum Storr, 1966
- Ctenophorus scutulatus (Stirling & Zietz, 1893)
- Ctenophorus tjantjalka Johnston, 1992
- Ctenophorus vadnappa Houston, 1974
- Ctenophorus yinnietharra (Storr, 1981)